# Thongloun Sisoulith
Thongloun Sisoulith (ur. 10 listopada 1945 w prowincji Houaphan) – laotański polityk. W latach 2006–2016 minister spraw zagranicznych Laosu, od 2016 do 2021 premier Laosu, od 2021 sekretarz generalny Komitetu Centralnego Laotańskiej Partii Ludowo-Rewolucyjnej i prezydent Laosu.

## Życiorys
W latach 70. i 80. XX wieku studiował w Związku Radzieckim.

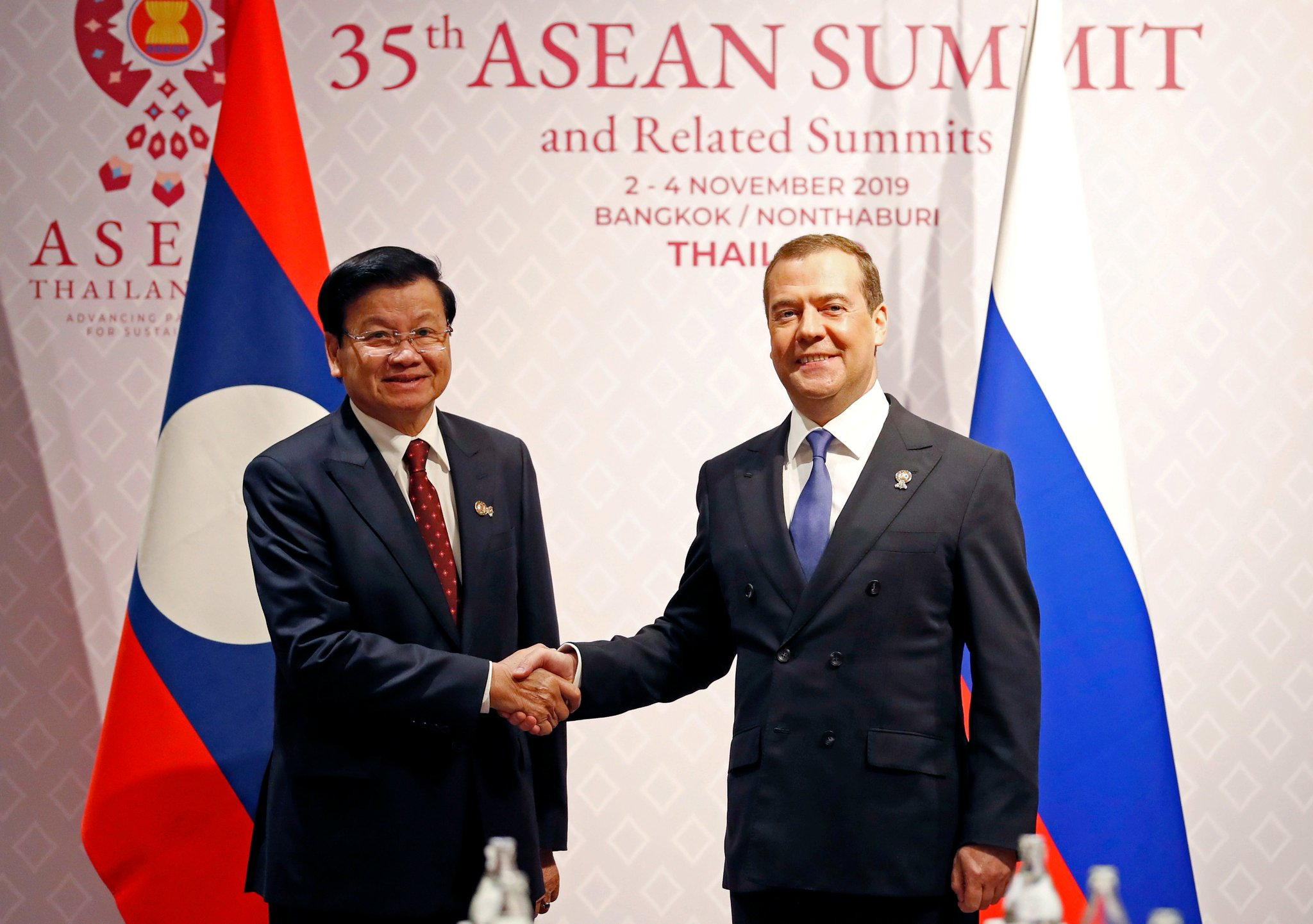
Thongloun Sisoulith i premier Federacji Rosyjskiej Dmitrij Miedwiediew w 2017

Członek Biura Politycznego Laotańskiej Partii Ludowo-Rewolucyjnej. Pełnił funkcje m.in. wiceministra spraw zagranicznych (1987-1992), ministra pracy i polityki społecznej (1993-1997), wicepremiera (2001-2016) oraz ministra spraw zagranicznych (2006-2016). 
15 stycznia 2021 został wybrany sekretarzem generalnym Komitetu Centralnego Laotańskiej Partii Ludowo-Rewolucyjnej. Zastąpił na tym stanowisku Boungnanga Vorachitha. 
22 marca 2021 przestał pełnić funkcję premiera Laosu, zaś objął funkcję prezydenta.
Jest buddystą, posługuje się językami rosyjskim, angielskim i wietnamskim. 

## Ordery i odznaczenia
- Order Złotej Gwiazdy (Wietnam)[6]
- Kawaler Wielkiej Wstęgi Orderu Słonia Białego (Tajlandia)[7]
- Order Przyjaźni (Federacja Rosyjska)[8]
- Złoty Medal Rosyjskiej Fundacji Pokojowej „Za działalność pokojową i charytatywną”[9]